# Tamba-Tajá
Tamba-Tajá é o álbum de estreia da cantora brasileira Fafá de Belém, lançado em 1976 pela gravadora Polydor Records.

## Faixas

### Lado A
| Lado A |                   |                              |         |  |
| N.º    | Título            | Compositor(es)               | Duração |  |
| 1.     | "Indauê Tupã"     | Paulo André, Ruy Barata      | 2:35    |  |
| 2.     | "Tamba-Tajá"      | Waldemar Henrique            | 3:03    |  |
| 3.     | "Siriê"           | Edil Pacheco, Paulinho Diniz | 3:08    |  |
| 4.     | "Vento Negro"     | Fogaça, Kledir Ramil         | 2:36    |  |
| 5.     | "Xamêgo"          | Luiz Gonzaga, Miguel Lima    | 2:07    |  |
| 6.     | "Haragana"        | Quico Castro Neves           | 2:44    |  |
| 7.     | "Canção da Volta" | Antônio Maria, Ismael Neto   | 3:30    |  |

### Lado B
| Lado B |                        |                                 |         |  |
| N.º    | Título                 | Compositor(es)                  | Duração |  |
| 1.     | "Pode Entrar"          | Walter Queiroz                  | 4:16    |  |
| 2.     | "Cá Já"                | Caetano Veloso                  | 3:56    |  |
| 3.     | "Gaudêncio 7 Luas"     | Luiz Coronel, Marco Vasconcelos | 3:01    |  |
| 4.     | "Fazenda"              | Nelsinho Ângelo                 | 3:18    |  |
| 5.     | "Esse Rio é Minha Rua" | Paulo André, Ruy Barata         | 2:58    |  |
| 6.     | "Fracasso"             | Mário Lago                      | 2:59    |  |